# Рой Ейджлофф
Рой Ейджлофф (англ. Roy Ageloff, нар. 19 вересня 1959, Бруклін, Нью-Йорк, США) — американський злочинець, шахрай і актор. Наприкінці XX століття, знявся в декількох кіно і телефільмах, кар'єра актора була короткою проте продуктивною, 6 фільмів з 3 роки. Паралельно з роботою в кінематографі Рой Ейджлофф, займався рекетом, шахрайськими біржовими оборудками і відмиванням грошей. Його вважають керівником і мозковим центром однієї з найбільших біржових афер в США, також встановлено його зв'язок зі злочинною родиною Дженовезе.

## Фільмографія
| Рік  |    | Українська назва          | Оригінальна назва           | Роль                           |
| ---- | -- | ------------------------- | --------------------------- | ------------------------------ |
| 1998 | ф  | Довершений факт           | Fait Accompli               | Мурт                           |
| 1999 | ф  | Два відтінки синього      | Two Shades of Blue          | Дет. Роджерс                   |
| 1999 | ф  | Останній маршал           | The Last Marshal            | агент нарковідділу №1          |
| 2000 | тф | Затяжний стрибок          | Cutaway                     | Бум-бум                        |
| 2001 | кф | Пірати центрального парку | The Pirates of Central Park | чоловік біля ятки з хот-догами |
| 2001 | ф  | У тіні                    | In the Shadows              | Сал Канцоні                    |

## Злочинна діяльність
Рой Ейджлофф брав участь у схемі маніпулювання акціями та цінними паперами в 1990-х роках, він у шахрайський спосіб, заволодів мільйонами доларів, що належали тисячям окремих інвесторів. Після того як Ейджлофф потрапив під розслідування, він вступив у змову зі своїм братом та іншими особами, з метою приховати приблизно 3,5 мільйона доларів незаконних доходів, інвестувавши ці гроші в різні Фільми. Наприкінці 1998 року Ейджлофф наказав своєму братові доставити 2,6 мільйона доларів США, своїм співучасникам на склад у Нью-Джерсі. Натомість родина Ейджлоффа отримували щомісячні відсотки, які дозволяли їм жити у розкоші. Також Ейджлофф створив мережу трастових фондів і розмістив власність на номінальних власників, щоб убезпечити активи від влади і кредиторів. У серпні 2000 року Рой Ейджлофф визнав себе винним у федеральних звинуваченнях у рекеті, висунутих у Східному окрузі Нью-Йорка, і згодом був засуджений до 96 місяців у федеральній в’язниці. Проте навіть перебуваючи в ув’язненні він продовжував керувати мережею спільників і отримувати злочинні доходи. Це призвело до ще одного вироку за змову з метою відмивання грошей, і додаткових 5 років за ґратами. Відповідно до судових документів, він повинен відшкодувати близько 190 мільйонів доларів, тисячам жертв своїх оборудок.
Перебуваючи в ув'язненні Рой Ейджлофф, намагався влаштувати своє особисте життя, знайомлячись з жінками з метою стосунків, через інтернет портал «Prison Inmates».